# Caroline Thompson
Caroline Thompson (ur. 23 kwietnia 1956 w Waszyngtonie) – amerykańska scenarzystka i reżyserka filmowa.

## Filmografia

### Scenarzystka
- 1990 – Edward Nożycoręki
- 1991 – Rodzina Addamsów
- 1993 – Miasteczko Halloween
- 1993 – Tajemniczy ogród
- 1994 – Czarny książę
- 1997 – Kumpel
- 2005 – Gnijąca panna młoda Tima Burtona
- 2006 – Pachnidło

### Reżyser
- 1994 – Czarny książę
- 1997 – Kumpel
- 2001 – Królewna Śnieżka